# Waldorf (Rheinland-Pfalz)
Waldorf ist eine Ortsgemeinde im Landkreis Ahrweiler in Rheinland-Pfalz. Sie gehört der Verbandsgemeinde Bad Breisig an.

## Geographie
Waldorf liegt im Vinxtbachtal und am Rande des Vulkanparks Brohltal zwischen Sinzig und Niederzissen, unterhalb des erloschenen Vulkans Bausenberg. Zu Waldorf gehören die Wohnplätze Adamsmühle, Berghotel Iwelstein, Marienhöhe und Ockenfelsmühle.

## Geschichte
Untersuchungen des Historikers Eugen Ewig ergaben, dass die Geschichte des Ortes bis 646 n. Chr. nachzuweisen ist. Der Ort war erstmals in einer Urkunde vom 1. Juni 960 nachweisbar, in der eine Schenkung des Merowingerkönigs Sigibert III. (630–656) zugunsten der Abtei St. Martin bei Metz beschrieben wurde. Der Ortsname wurde erstmals im Jahr 1033 als Walendorp (= Dorf der Walen) genannt.
Um 1540 brannte das halbe Dorf Waldorf mitsamt der Kirche ab. Zu dieser Zeit lebten etwa 200 Personen in 42 Familien in dem Ort. Von 1666 bis 1668 litt Waldorf unter der Pest.
Bis zum Ende des 18. Jahrhunderts war Waldorf eine zum kurkölnischen Amt Andernach gehörende Unterherrschaft. Die „Herrschaft Waldorf“ bestand nur aus dem Dorf Waldorf und war eine Erbvogtei und Lehen der Abtei Stablo im Besitz der Freiherren Walpot von Bassenheim zu Bornheim. Diese übten auch das Vorschlagsrecht für den Pfarrer an der Kirche St. Remaklus zu Waldorf aus.
Im Jahr 1794 hatten französische Revolutionstruppen das Linke Rheinufer besetzt. Unter der französischen Verwaltung gehörte Waldorf zur Mairie Niederbreisig im Kanton Andernach, der dem Rhein-Mosel-Departement zugeordnet war. Nach den auf dem Wiener Kongress geschlossenen Verträgen kam die Region, damit auch Waldorf, 1815 zum Königreich Preußen. Waldorf gehörte von 1816 an zur Bürgermeisterei Niederbreisig im Kreis Ahrweiler, der Teil des Regierungsbezirks Coblenz und von 1822 an der Rheinprovinz war.
Bei dem großen Brand am 23. Dezember 1824 wurden 70 Häuser ein Raub der Flammen.
Seit 1946 gehört die Gemeinde zum Land Rheinland-Pfalz und seit 1969 der Verbandsgemeinde Bad Breisig an.
1996 feierte die Gemeinde ihr 1350-jähriges Bestehen.
Bevölkerungsentwicklung
Die Entwicklung der Einwohnerzahl der Gemeinde Waldorf, die Werte von 1871 bis 1987 beruhen auf Volkszählungen:

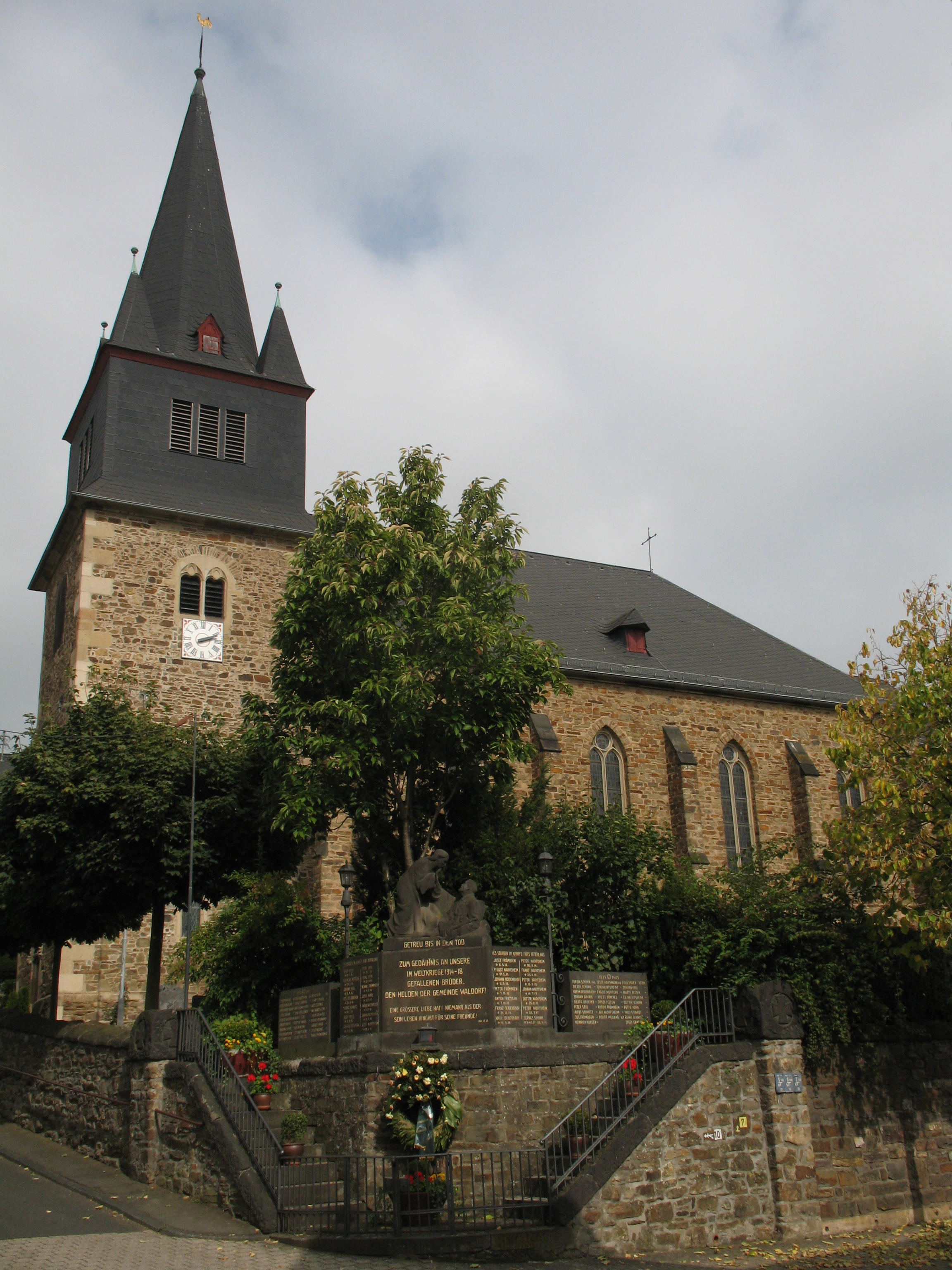
Kirche

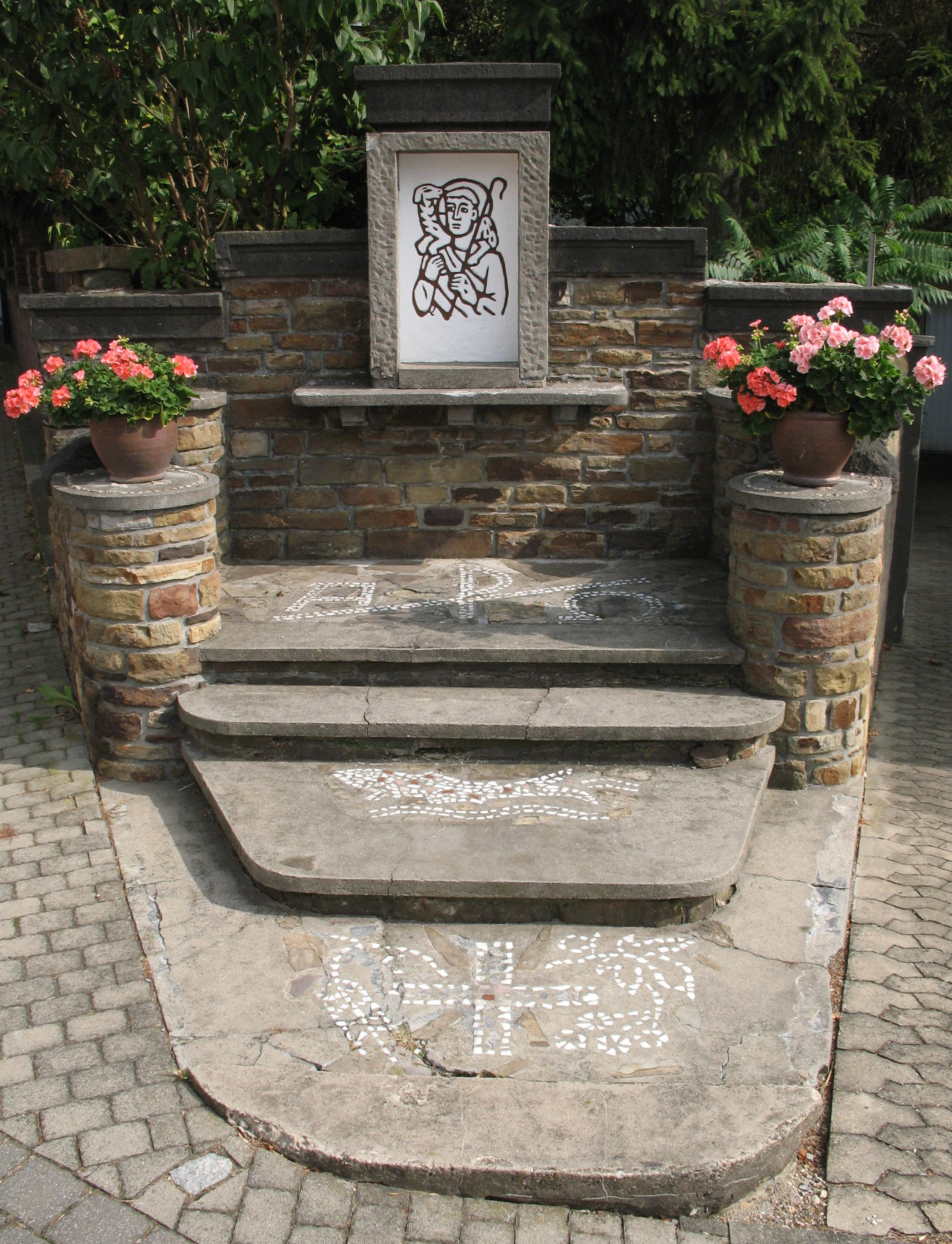
Bildstock

| Jahr | Einwohner |
| ---- | --------- |
| 1815 | 622       |
| 1835 | 742       |
| 1871 | 717       |
| 1905 | 712       |
| 1939 | 606       |
| 1950 | 633       |
| 1961 | 660       |

| Jahr | Einwohner |
| ---- | --------- |
| 1970 | 684       |
| 1987 | 778       |
| 1997 | 841       |
| 2005 | 926       |
| 2011 | 864       |
| 2017 | 880       |
| 2024 | 874       |

## Politik

### Gemeinderat
Der Gemeinderat in Waldorf besteht aus zwölf Ratsmitgliedern, die bei der Kommunalwahl am 9. Juni 2024 in einer personalisierten Verhältniswahl gewählt wurden, und dem ehrenamtlichen Ortsbürgermeister als Vorsitzendem. Bei der Wahl im Jahre 2004 wurden die Ratsmitglieder in einer Mehrheitswahl gewählt.
Die Sitzverteilung im Gemeinderat:
| Wahl | CDU               | FWG               | WG                | Gesamt   |
| ---- | ----------------- | ----------------- | ----------------- | -------- |
| 2024 | 5                 | 7                 | –                 | 12 Sitze |
| 2019 | 2                 | 6                 | 4                 | 12 Sitze |
| 2014 | 4                 | 8                 | –                 | 12 Sitze |
| 2009 | 4                 | 8                 | –                 | 12 Sitze |
| 2004 | per Mehrheitswahl | per Mehrheitswahl | per Mehrheitswahl | 12 Sitze |

- FWG = Freie Wählergruppe Verbandsgemeinde Bad Breisig e. V.

### Bürgermeister
Werner Nachtsheim wurde am 11. Juli 2024 Ortsbürgermeister von Waldorf. Bei der Direktwahl am 9. Juni 2024 hatte er sich mit einem Stimmenanteil von 67,4 % gegen einen Mitbewerber durchgesetzt.
Nachtsheims Vorgänger Hans-Dieter Felten (FWG) hatte das Amt 2004 übernommen und kandidierte bei der Wahl 2024 nicht erneut als Ortsbürgermeister.

### Wappen
| Wappen von Waldorf | Blasonierung: „Schild durch einen blauen Wellenstabbalken geteilt, oben in Gold ein schwarzer, rotbewehrter, schreitender Wolf, einen schräg links gestellten roten Bischofsstab tragen; unten gespalten, vorne in Silber ein schwarzes, durchgehendes Kreuz; hinten von Silber und Rot zwölffach geständert.“ |
| Wappen von Waldorf | Wappenbegründung: Die obere Hälfte symbolisiert die Attribute des Hl. Remaklus. Der teilende Wellenbalken versinnbildlicht den Vinxtbach, die alte Territorial- und Sprachgrenze zwischen Unter- und Obergermanien. Der untere Teil weist auf die „alten“ Herrschaftsverhältnisse hin: das schwarze Kreuz auf silbernen Grund symbolisiert die Landesherrschaft des Kurfürstentums Köln, das rot-silber zwölffach geständertes Kreuz weist auf die Freiherren Walpot von Bassenheim hin. |

## Kultur und Sehenswürdigkeiten

### Theater
Mit dem TheaterTotal gastiert alljährlich das überregional bedeutende Theaterprojekt aus Bochum in der Vinxtbachhalle. TheaterTotal ist ein Off-Theaterprojekt jugendlicher Schauspieler, das keine eigene Spielstätte und kein festes Ensemble hat.

Aufführung von TheaterTotal 2006 in der Waldorfer Vinxtbachhalle

### Veranstaltungen
- Spectaculum historiae, Dorffest mit Bezügen zu den geschichtlichen Stationen des Ortes
- St.-Remaklus-Kirmes, am ersten Septemberwochenende eines jeden Jahres, ausgerichtet vom Katholischen Junggesellenverein Waldorf 1738 e. V.

### Sehenswertes
- St. Remaklus, Kirchenbau von 1869
- Streuobstlehrpfad
- Heimatmuseum

Siehe auch: Liste der Kulturdenkmäler in Waldorf

## Sport

### Fußball
Der örtliche Fußballverein VfR Waldorf (Gründungsjahr: 1920) ist seit dem 4. Mai 2022 Teil der Spielgemeinschaft SG Vinxtbachtal-Brohl. Diese entstand durch den Zusammenschluss des VfR Waldorf mit dem FC Rhenania Gönnersdorf und dem VfL Brohl. Ziel der Spielgemeinschaft ist es, die sportlichen Kräfte der beteiligten Vereine zu bündeln und den Spielbetrieb auf Kreisebene langfristig zu sichern.
Ausschlaggebend für die Gründung waren unter anderem die sportliche Situation des VfR Waldorf, der zuletzt in der Kreisliga C spielte, sowie demographische Entwicklungen und die Auswirkungen der COVID-19-Pandemie. Die Vereinsvertreter trafen sich im Vorfeld mehrfach, um die Zusammenarbeit zu planen.
Die SG Vinxtbachtal-Brohl nimmt mit einer gemeinsamen Mannschaft am Ligabetrieb teil. Auch der Jugendbereich ist in einer Jugendspielgemeinschaft (JSG) organisiert, an der Waldorf beteiligt ist. Neben der ersten Mannschaft gibt es eine „Alte Herren“-Abteilung, in der ehemalige und ältere Spieler aktiv sind.

Der VfR Waldorf bleibt als eigenständiger Verein bestehen und ist weiterhin im Vereinsleben von Waldorf aktiv. Die Heimspiele der SG werden abwechselnd auf den Sportplätzen der beteiligten Vereine ausgetragen. Seit 2025 steht in Waldorf ein neuer moderner Sportplatz zur Verfügung, der sowohl von der SG Vinxtbachtal-Brohl als auch von den Jugendmannschaften genutzt wird.

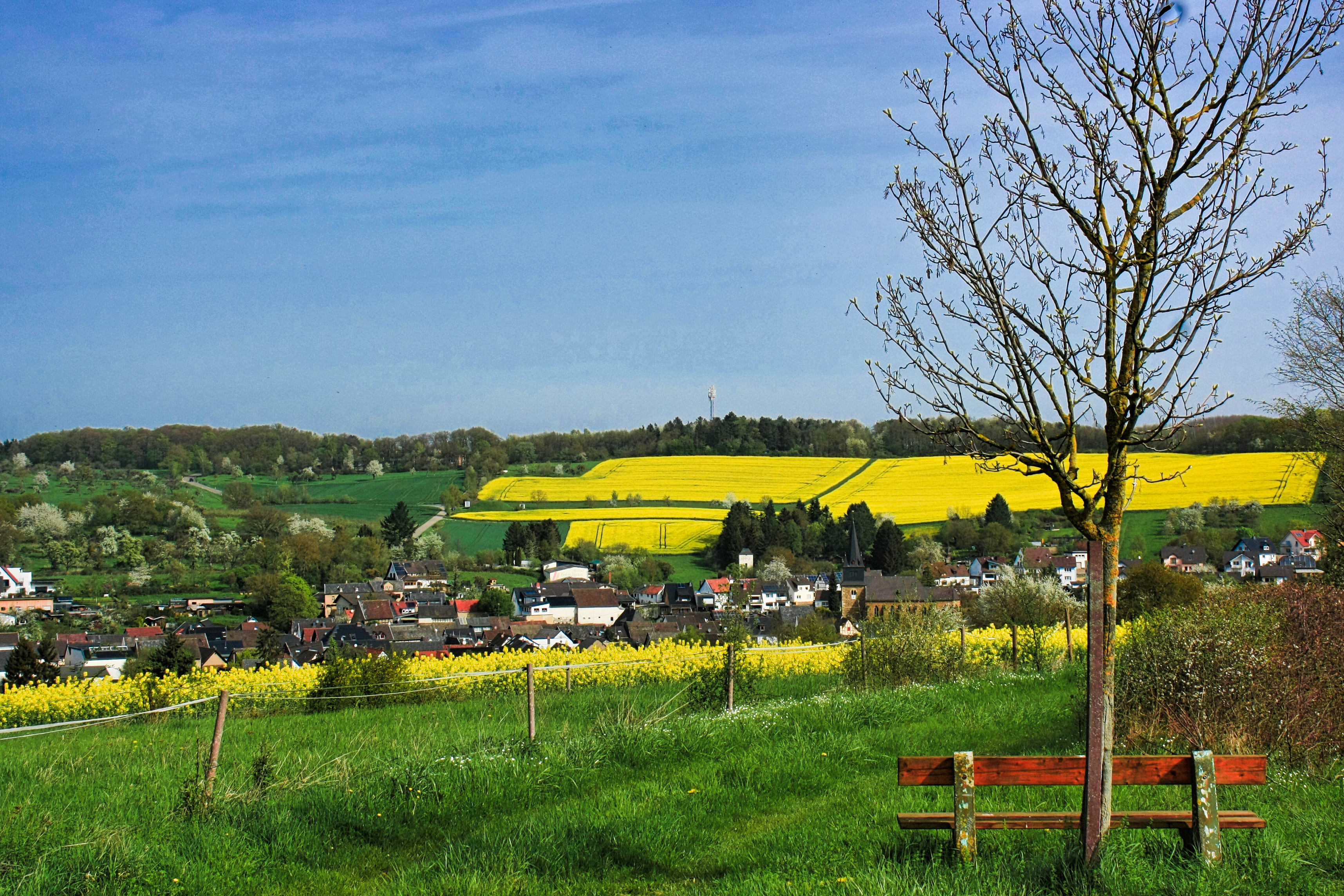
Blick von Süden auf Waldorf